# 艾哈迈德一世
艾哈迈德一世（1590年4月18日—1617年11月22日），奥斯曼帝国苏丹，1603年至1617年在位。
艾哈迈德一世为穆罕默德三世之子，是帝國首位在成年前登基的蘇丹。他喜爱弟弟穆斯塔法，也知道在自己有子嗣以前一旦弟弟死去将引发继承危机，于是没有杀他，打破了历代苏丹杀光兄弟的惯例。
他擅長劍擊及騎馬，並通曉多種語言。1606年，他与奥地利签订了对鄂圖曼帝国不利的《吉托瓦—托洛克和约》，鄂圖曼承認奧地利哈布斯堡王朝君主為皇帝，奧地利一次過向鄂圖曼繳付20萬金幣，以後不再每年向鄂圖曼納貢。
艾哈迈德一世在位末期耽於玩樂，引致吏治腐敗，軍紀渙散。
伊斯坦堡著名的蘇丹艾哈迈德清真寺（又称藍色清真寺）在他任內興建。

## 相关条目

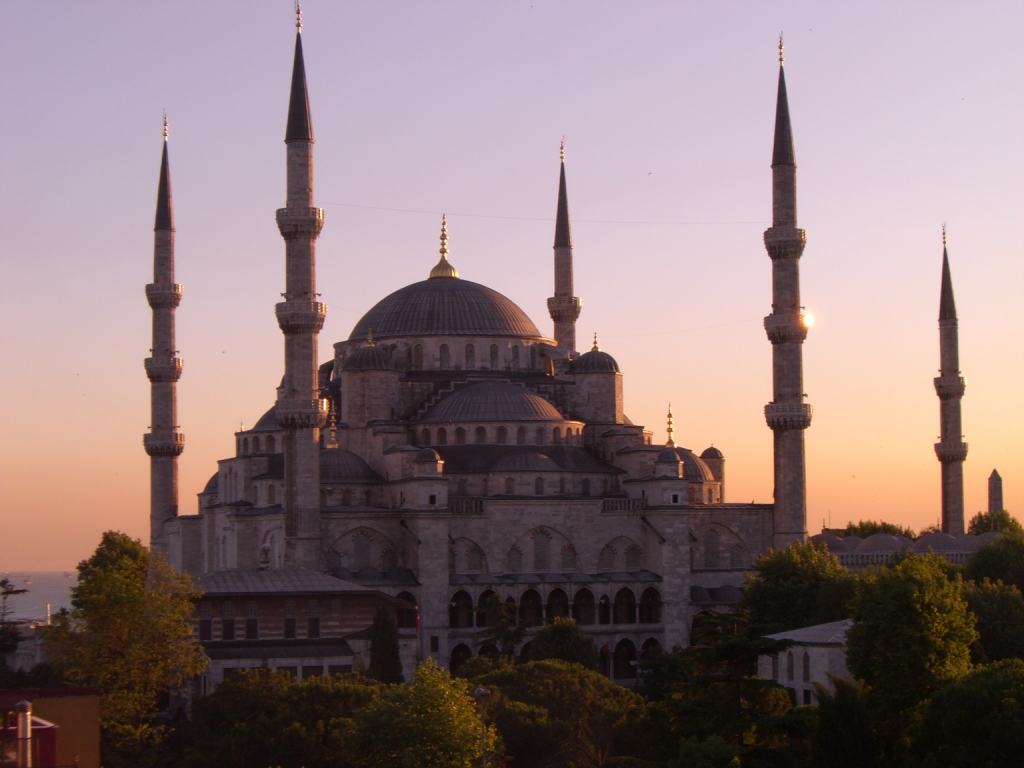
蘇丹艾哈迈德清真寺的黃昏

## 配偶
- 柯塞姆苏丹
- Mahfiruz可敦